# Listă de fobii
Aceasta este o listă de fobii cunoscute.
Sufixele -fobie, -fobic, -fob (din greacă φόβος / φοβία - „frică”) sunt utilizate în:
- psihiatrie pentru a  descrie o stare patologică de neliniște sau de frică paroxistică irațională și obsedantă de unele boli (cancerofobie), ființe (ofiofobie), obiecte (meteorofobie) sau situații (monofobie), lipsită de o cauză obiectivă sau precisă sau o aversiune patologică de ceva (melofobie);
- chimie pentru a  descrie proprietatea unei substanțe, a unui material, a unui sol, care nu are afinitate pentru o anumită substanță sau nu absoarbe o anumită substanță  (hidrofobie);
- biologie pentru a  descrie un organism care este neadaptat sau nu tolerează anumite condiții (ombrofobie);
- sociologie pentru a  descrie ura, dușmănia, repulsia față de cultura și civilizația unui popor (turcofobie);
- fiziologie pentru a  descrie o senzație dureroasă sau neplăcută provocată de intensitatea unui stimul asupra organelor senzoriale (fotofobie).

## Lista fobiilor

### A
- ablutofobie - Teamă patologică de a se spăla sau de a face baie, asociată cu teama de apă caldă sau apă rece, de apă în general (hidrofobie sau acvafobie), teamă de a fi văzuți goi, de vătămare a pielii de către apă; aceasta duce la evitarea de a se spăla pe perioade lungi de timp. (en. ablutophobia).
- acarofobie - 1. Teamă patologică de infestare a pielii de acarieni sau căpușe; frica de mâncărime, scabie  (scabiofobie). 2. Teamă patologică de obiecte mici, cum ar fi moliile și alte insecte (entomofobie), viermi (helmintofobie), acarieni, și obiecte mici inanimate (microfobie), cum ar fi acele. (en. acarophobia).
- acerofobie sau acerbofobie - 1. Teamă patologică de alimente sau lichide cu gust acru sau amar, cea ce duce duce la evitarea acestor alimente. 2. Teamă patologică de a părea dur, ironic, de a supăra. (en. acerophobia, acerbophobia).
- acidofobie - (despre plante, bacterii) incapacitatea de a se adapta sau tolera solurile acide. (en. acidophobia).
- acluofobie (sau nictofobie, mictofobie, scotofobie, ligofobie) - Teamă patologică de întuneric sau de locuri întunecoase, manifestată prin evitarea  de a ieși afară pe timp de noapte, de a se uita afară la întuneric prin ferestre, pe care le închid,  anxietate la apropierea serii, evitarea  de a sta în camere  întunecate și menținerea unei lumini disponibile. (en. achluophobia).
- acnofobie - Teamă patologică de acnee sau de a se îmbolnăvi de acnee (fr. acnophobie).
- acrofobie (sau hipsofobie) - Frică de locuri situate la înălțime, de înălțimi. Persoanele care au acrofobie se tem de a fi la etajele superioare ale clădirilor, pe vârfurile de deal sau de munte, pe margine podurilor, acoperișurilor, scărilor, balustradelor, au frică de ascensoare, scări rulante, balcoane. Frica de înălțimi este uneori asociata cu o frica de avioane și de zbor. Este una dintre cele mai frecvente fobii - circa 4 la sută din populație are o fobie la înălțimi. (en. acrophobia)
- acusticofobie (sau ligirofobie) - Teamă patologică față de zgomote, mai ales bruște puternice, de sunete în general sau sunete specifice: zumzetul albinelor, strigătele de teamă sau de durere a copiilor, țipetele de agonie sau panică ale altor persoane, șuieratul, pocnetul baloanelor. Vezi și fonofobie. (en. acousticophobia, akousticophobia)
- acvafobie - vezi Hidrofobie.
- adipofobie – vezi obeziofobie. (en. adipophobia).
- aelurofobie - vezi Ailurofobie. (en. ailurophobia, aelurophobia).
- aeroacrofobie - Teamă patologică de spații largi și înalte (în avion).
- aerofobie - 1. Teamă patologică de curenții de aer, de aer în general, de gazele nocive din aer. Este asociată cu teama de a răci sau de virozele provocate de curenții de aer. 2. Uneori, acest termen este folosit pentru teama de zbor. (en. aerophobia).
- aerohigrofobie - Teamă patologică de umiditate atmosferică ridicată; vezi și higrofobia. (en. aerohygrophobia).
- aeronausifobie - Teamă patologică de a voma sau a vedea  pe alții vomând în timpul călătoriei cu avionul; este asociată cu teama de avioane (vezi aviofobia). (en. aeronausiphobia).
- afefobie - Teamă morbidă de a atinge obiectele, sau de a fi atins de alte persoane.
- agorafobie - Teamă morbidă de spațiile goale, largi, deschise, de piețe, de locurile publice etc., cu tendința evitării acestora.
- aihmofobie - Teamă patologică față de obiectele ascuțite.
- ailurofobie - Teamă morbidă de pisici.
- algofobie - Teamă patologică de durere.
- aliumfobie - Teamă patologică de usturoi, de gustul usturător al usturoiului. Aceasta teama se poate extinde și la alte plante cu miros înțepător: ceapa, praz, arpagic și hajme. (en. alliumphobia).
- alodoxafobia - Teamă patologică sau ură față de opiniile altora sau opiniile proprii. Alodoxafobia poate fi legată de o teamă de a fi criticat. (en. allodoxaphobia)
- amatofobie - Teamă patologică de praf.
- amaxofobie - Teamă patologică de vehicule.
- amicofobie - Teamă patologică de a fi zgâriat.
- anatidaefobia - Teamă patologică, care face un om să creadă că undeva, cumva, o rață il urmărește.
- anchilofobie - Teamă patologică de a avea anchiloză.
- androfobie - Teamă, repulsie patologică față de bărbați.
- anemofobie - Teamă patologică de vânt, de curenți de aer.
- anghinofobie - Teamă patologică de a se îmbolnăvi de anghină pectorală, de a se sufoca.
- anglofobie - Ură față de englezi, față de tot ceea ce este englezesc.
- antofobie - Teamă patologică, repulsie patologică față de flori.
- antropofobie - Teamă patologică de oameni, ură patologică față de oameni, mizantropie excesivă; exantropie.
- apeirofobie - Teamă excesivă, nejustificată, de infinit.
- apifobie - Teamă patologică de albine.
- apiofobie - vezi Apifobie.
- arahnefobie - Teamă patologică de păianjeni sau, ext., de insecte în general.
- arahnofobie - vezi Arahnefobie.
- aritmofobie - Teamă patologică de numirea cifrelor.
- astazobazofobie - Teamă patologică de a sta în picioare și de a merge.
- astenofobie - Teamă excesivă și nemotivată de oboseală.
- astrafobie - Teamă patologică de fulgere.
- astrofobie - Teamă patologică de fenomene atmosferice sau cosmice (uragane și furtuni, tunete și fulgere, cutremure etc.).
- ataxofobie - Teamă patologică sau repulsie morbidă față de dezordine.
- atefobie - Teamă patologică de ruine, de dărâmături.
- aulofobie - Teamă patologică de sunete emise de instrumente de suflat (flaut etc.).
- aurorafobie - Teamă patologică de lumina zorilor.
- autofobie - 1. Teamă patologică de a fi singur. 2. Teamă patologică de sine însuși.
- automizofobie - Teama patologică de a fi murdar, de a mirosi urât.

### B
- bacilofobie - Teamă patologică, nejustificată, de bacili, de bolile provocate de aceștia
- bacteriofobie - Teamă patologică de bacterii, de microorganisme.
- balistofobie - Teamă patologică de proiectile, explozii și arme de foc.
- barofobie - Teamă patologică de gravitație.
- batofobie - Teamă patologică de adâncime.
- batracofobie - Teamă patologică de broaște.
- bazofobie - Teamă patologică de a merge, de a cădea din mers (în ataxie).
- belonofobie - Teamă patologică de înțepăturile cu acul.
- bibliofobie - Aversiune patologică, ură față de cărți, albume, biblioteci.
- brontofobie - Teamă patologică de trăsnete.

### C
- cancerofobie - Teamă morbidă de cancer.
- cardiofobie - Teamă patologică de bolile de inimă.
- catagelofobie - Teamă patologică de a fi ridicol.
- catoptrofobie - Teamă patologică de oglinzi.
- cenofobie - Teamă patologică de spații foarte largi (deșerturi, câmpii, mări).
- cheirofobie - vezi Grafofobie
- chenofobie - Frică exagerată de spații goale; kenofobie.
- cheraunofobie - Teamă patologică de tunete.
- cherofobie - Aversiune patologică față de veselie, de buna dispoziție.
- chinezifobie - Teamă patologică de mișcare, de acțiune; kinezifobie.
- chinofobie - Teamă patologică de câini. (cinofobie)
- chionofobie - Teamă patologică de (fulgi de) zăpadă.
- cinofobie - Teamă patologică de câini.
- citatofobie - Idiosincrasie față de citate.
- claustrofobie - Teamă patologică de spații închise.
- cleptofobie - Teamă patologică de a nu fi victima unui furt sau de a nu comite un furt.
- climacofobie - Teamă patologică de trepte, scări și schele.
- clitrofobie - Teamă patologică de ferestre închise, de aer închis.
- coitofobie - Teamă de a realiza actul sexual.
- cometofobie - Teamă patologică de comete.
- coprofobie - Teamă patologică sau repulsie de excremente; scatofobie.
- crematofobie - Frică patologică de bani
- cremnofobie - Teamă patologică de prăpăstii.
- criofobie - Teamă excesivă și nejustificată de frig; psihrofobie.
- cristalofobie - Teamă patologică de obiectele de cristal și de oglinzi, de cioburi.
- cromatofobie - Teamă nemotivată de culori (obiecte colorate).
- cronofobie - Teamă patologică de trecerea timpului.
- coulrofobie - Teamă de clovni.

### D
- demofobie - Teamă patologică de aglomerațiile de oameni.
- demonofobie - Frică patologică de demoni, stafii, spirite; satanofobie.
- dermatofobie - Teamă patologică de a nu contracta boli de piele.
- dextrafobie - Teamă patologică, nemotivată, față de orice obiect amplasat în dreapta bolnavului.
- dinofobie - Teamă patologică de amețeală.
- dipsofobie - Frica de a bea, frica de lichide în general.
- dismorfofobie - Psihoză centrată pe iluzia de modificare a schemei corporale, în totalitate sau parțial, însoțită de trăiri afective stranii; teamă patologică de a deveni diform.
- dorafobie - Teamă patologică de a atinge blana unor animale, care, în mod normal, pot fi mângâiate.
- dromofobie - Teamă patologică de călătorii; fobie de drumuri.

### E
- ecleziafobia - vezi Ecleziofobie. (en. ecclesiaphobia).
- ecleziofobie - Teamă patologică de biserică, de biserici în general, sau de organizații religioase. Se referă și la teamă patologică de preoți, pastori, lideri religioși, sau clerul în general. (en. ecclesiophobia).
- ecofobie - Teamă patologică de mediul casnic, include și teama de aparate și echipamente de uz casnic, produse chimice de uz casnic, precum și alte obiecte comune din casă, ca electricitatea, căzile de baie. (en. ecophobia, oikophobia).
- egofobie - Teamă patologică de sine însuși, de propriile acțiuni, de conduita proprie, de gândurile proprii.
- eizoptrofobie - Teamă patologică de oglinzi sau de a se vedea pe sine într-o oglindă (en. eisoptrophobia). Uneori eizoptrofobia este eronat folosită pentru a desemna o teamă patologică de termite, termenul acceptat în acest caz fiind izopterofobie.
- electrofobie - Teamă patologică de electricitate. Unii dintre cei care se tem de curentul electric, sau trecerea curentului electric de-a lungul unui fir sau alt conductor electric, se tem și de puterea curentului electric, de aparatele electrice, de electrocutare prin atingerea firelor sau obiectelor care conduc electricitatea, alții se tem de incendiile provocate de curentul electric sau de cablurile defecte, sau se tem de a fi în apropierea cablurilor electrice. (en. electrophobia, elektrophobia).
- eleuterofobie - Teamă patologică de libertate. Aceste temeri s-au observat după Războiul Civil din Statele Unite, atunci când mulți foști sclavi s-au întors să lucreze pentru stăpânii lor, deoarece ei nu au vrut (sau nu au putut) să fie liberi.  În mod similar, condamnații eliberați din închisoare comit altă infracțiune, cu scopul de a se întoarce la închisoare sau  bolnavii psihici se întorc în spitalele din care au fost externați. (en. eleutherophobia).
- elevatorfobie -  Teamă patologică de elevator, ascensor. Include teamă de a fi într-un ascensor, de a fi prins într-un ascensor, sau de a fi traumatizat de un ascensor defect care cade. (en. elevatorphobia, elevator phobia).
- elurofobie - vezi Ailurofobie (en. elurophobia).
- emetofobie - Teamă patologică de a voma. Teama de a voma este considerată o fobie socială. Unele persoane se tem că ar putea vomita în public sau se tem de a vedea pe alții vomând. Unele persoane care au aceasta fobie evită orice situație care provoacă voma, cum ar fi mersul pe o barca sau călătoria într-o mașină. (en. emetophobia).
- entomofobie - Teamă patologică de insecte.
- eozofobie - Teamă patologică de ivirea zorilor.
- eremofobie - Teamă patologică de deșert, de singurătate.
- ereutofobie - Teamă de a roși în fața cuiva sau în public; eritrofobie.
- eritrofobie - 1. Teamă patologică de culoarea roșie. 2. Ereutofobie.
- etnofobie - Repulsie patologică față de tot ceea ce aparține unei comunități etnice.
- eurofobie - Ură, teamă de Europa.

### F
- fagofobie - Teamă patologică de a ingera alimente, de a se îneca în timpul deglutiției.
- fantasmofobie - Teamă patologică de fantome, de strigoi.
- farmacofobie - Teamă patologică de medicamente.
- fobofobie - Teamă patologică de a nu avea stări obsesive de frică sau de repulsie.
- fonofobie - Teamă patologică de a vorbi cu voce tare.
- fotofobie - 1. Teamă patologică de lumină. 2. Senzație oculară patologică, dureroasă, însoțită de lăcrimare intensă și blefarospasm, cauzată de lumina puternică, ce poate fi în relație cu o boală oculară (conjunctivită, cheratită, iridociclită) sau cu o inflamație a meningelui.
- francofobie - Ură față de francezi, de tot ceea ce aparține francezilor sau vine de la ei; galofobie.
- ftiriofobie - Teamă obsesivă de păduchi.
- ftiziofobie - Teamă patologică de tuberculoză pulmonară.

### G
- galeofobie - Teamă obsedantă de feline (în special de pisici); gatofobie.
- galofobie - vezi Francofobie. Ură față de francezi, de tot ceea ce aparține francezilor sau vine de la ei.
- gamofobie - Teamă de căsătorie.
- gatofobie - Teamă patologică de pisici; galeofobie.
- gefirofobie - Teamă patologică de a trece un pod.
- genofobie - Teamă morbidă de activitatea sexuală.
- germanofobie - Ură față de germani, de ceea ce este de proveniență germană.
- gerontofobie - Teamă, repulsie patologică sau ură față de bătrâni.
- gimnofobie - Aversiune patologică la vederea corpului gol.
- ginecofobie - Teamă patologică de femei; ginefobie.
- ginefobie - vezi Ginecofobie. Teamă patologică de femei
- globofobie - Teamă patologică de baloane
- glosofobie - Teamă patologică de a vorbi (în nevrozele motorii).
- grafofobie - Teamă patologică de a scrie; cheirofobie.

### H
- hadefobie - 1. Teamă patologică de întuneric. 2. Teamă fobică de infern.
- hamartofobie - Teamă patologică de defecte corporale.
- harpaxofobie - Teamă patologică de hoți.
- hedonofobie - Teamă patologică de o experiență plăcută.
- heliofobie - Teamă patologică de Soare, de lumina lui sau de radiațiile solare.
- helmintofobie - Teamă patologică de infestare cu helminți.
- hematofobie - Teamă patologică de sânge; hemofobie.
- hemofobie - vezi Hematofobie. Teamă patologică de sânge
- hialofobie - Teamă patologică de obiecte de sticlă.
- hidrofob - 1. (despre substanțe, materiale, soluri) Care nu are afinitate pentru apă, care nu absoarbe apa; acvifug, hidrofug 2. (despre organisme) Care nu se poate dezvolta într-un mediu cu prea multă umezeală. 3. (Persoana) care suferă de hidrofobie; acvifug.
- hidrofobie - 1. Proprietate a unei substanțe, a unui material, a unui sol, a unui organism de a fi hidrofob.  2. Teamă patologică de contactul corporal cu apa. 3. Aversiune pentru consumarea apei sau a altor lichide, manifestată ca simptom al turbării, al tetanosului, al meningitei etc.; acvafobie.
- hierofobie - Teamă morbidă de obiecte de cult, religioase.
- higrofobie - 1. Teamă morbidă sau repulsie patologică față de lichide, de umiditate. 2.  Hidrofobie.
- hilofobie - Teamă patologică de a intra sau de a trece printr-o pădure.
- hipnofobie - Teamă patologică de somn sau de a adormi.
- hipsofobie - vezi Acrofobie. (Frică de locuri situate la înălțime, de înălțimi. Persoanele care au acrofobie se tem de a fi la etajele superioare ale clădirilor, pe vârfurile de deal sau de munte, pe margine podurilor, acoperișurilor, scărilor, balustradelor, au frică de ascensoare, scări rulante, balcoane. Frica de înălțimi este uneori asociata cu o frica de avioane și de zbor. Este una dintre cele mai frecvente fobii - circa 4 la sută din populație are o fobie la înălțimi.)
- hodofobie - Teamă patologică de călătorii.
- homilofobie - 1. Teama patologică de predici. 2. Fobia de a comunica cu oamenii.
- homofobie - Nu este o teamă patologică după ICD-10 F40.2. ci doar Respingere homosexualității; ostilitate sistematică față de homosexuali.
- hormefobie - Teamă patologică de șocuri și de orice violență.

### I
- ideofobie - Teamă patologică de idei.
- idrofobie - vezi Hidrofobie
- ihtiofobie - Teamă patologică de pești.
- iofobie - Teama patologică de a fi otrăvit.

### K
- kenofobie - vezi Chenofobie.
- kinezifobie - vezi Chinezifobie.

### L
- laliofobie - Teamă patologică de a vorbi.
- levofobie - Teamă patologică de obiecte sau de ființe situate în stânga subiectului.
- liofobie - Proprietate a particulelor coloidale de a nu avea afinitate pentru moleculele mediului de dispersie.
- lisofobie - 1. Teamă morbidă de turbare. 2. Teamă patologică de a deveni alienat mintal, nebun.
- logofobie - Teamă de a pronunța cuvinte dificil de articulat.

### M
- maniacofobie - Teamă patologică de nebunie.
- mastigofobie - Teamă patologică de biciuire.
- mecanofobie - Teamă patologică de mecanisme.
- megalofobie - Teamă patologică de obiecte mari.
- melisofobie - Teamă patologică de albine.
- melofobie - Aversiune patologică față de muzică.
- metalofobie - Teamă patologică de contactul cu obiecte de metal.
- meteorofobie - Teamă patologică de meteori și de meteoriți.
- microbofobie - Teamă patologică față de microbi.
- microfobie - Teamă patologică de obiecte mici.
- misofobie - Teamă patologică de murdărie sau de contaminare.
- mitofobie - Teamă patologică de mituri.
- mizofobie - Teama patologică de a se murdări prin atingerea obiectelor; teama de murdărie în general.
- monofobie - Teamă patologică de singurătate.
- musofobie - Teamă patologică de șoareci sau șobolani.

### N
- necrofobie - 1. Teamă patologică de morți, de cadavre, și de tot ce este în relație cu moartea. 2. Teamă patologică de moarte.
- neofobie - Teamă patologică de tot ceea ce este nou.
- nictalfobie - vezi Nictofobie.
- nictofobie - Teamă obsedantă și angoasantă de întuneric, de noapte; nictalfobie.
- nosofobie - Stare patologică manifestată printr-o teamă exagerată de boli; ipohondrie.

### O
- obeziofobie (sau adipofobie) - Teamă patologică de a deveni obez.  Este frecvent asociată  cu o teamă de efectele morbide specifice obezității, cum ar fi tensiunea arterială crescută și diabetul zaharat, persoanele obeze se tem de discriminare socială. Teama de a fi obez poate duce la tulburări de alimentație. (en. obesiophobia).
- ochlofobie -  Teamă nejustificată de aglomerație, de mulțime.
- odinofobie - Teamă patologică de durere.
- odontofobie - Teamă patologică de durerea de dinți.
- ofidiofobie - Teamă morbidă de șerpi; ofiofobie
- ofiofobie - Teamă morbidă de șerpi; ofidiofobie.
- oicofobie - Teamă morbidă de întoarcerea acasă după ieșirea din spitalul de psihiatrie.
- olfactofobie - Oroare morbidă de mirosuri; osmofobie.
- ombrofob - (despre plante) Care este neadaptat pentru ploi abundente.
- ombrofobie - 1. Însușire a plantelor ombrofobe. 2. Teamă patologică de ploaie.
- onomatofobie - Teama patologică de a rosti anumite cuvinte.
- ornitofobie - Teamă patologică de păsări.
- osmofobie - vezi Olfactofobie

### P
- pagofobie - Teamă patologică de îngheț.
- panfobie - Stare de anxietate (extremă) manifestată prin frică față de tot ce se petrece în jur (însoțită de dezorientare); pantofobie.
- pantofobie - Stare patologică ce se manifestă prin frică față de tot ce se petrece în jur; panfobie.
- paraskevidekatriaphobia - teama de ziua de vineri 13
- parazitofobie - Teamă exagerată, morbidă și obsedantă de a contracta boli cutanate (provocate de paraziți); teamă și dezgust de paraziți.
- partenofobie - Teamă patologică de adolescente, de fecioare.
- patofobie - Teamă patologică de boli.
- pediofobie - vezi Pedofobie.
- pedofobie - Fobie determinată de prezența sugarilor sau a păpușilor semănând cu aceștia, în schizofrenie.
- peniafobie - Teamă patologică de sărăcie.
- pirexiofobie - Teamă nejustificată, exagerată de a face febră.
- pirofob - 1. (Persoană) care suferă de pirofobie. 2. (despre plante) Care nu crește, nu se dezvoltă pe terenuri arse.
- pirofobie - Teamă patologică de foc, de incendii.
- pnigofobie - Teamă patologică de a fi sufocat, sugrumat.
- poinofobie -  Teamă patologică de a fi pedepsit de consecințele aplicării unor legi.
- ponofobie - Teamă morbidă de surmenaj.
- potamofobie - Teamă patologică de cursuri de apă.
- pselafobie - Teamă patologică de contactul cu obiectele.
- psihrofobie - vezi Criofobie

### R
- rabdofobie - 1. Teamă patologică de a fi bătut cu un băț. 2. Teamă patologică de a fi pedepsit sever.
- rabiofobie - Teamă patologică de turbare.
- radiofobie - Teamă patologică de efectele nocive ale radiațiilor ionizante.
- rinofobie - Teamă patologică de tot ce are legătură cu nasul (în isterie, schizofrenie).
- ripofobie - Teamă patologică de gunoaie, de murdărie.
- românofobie - Ură față de români.
- rupofobie - Teamă obsedantă, maniacală de murdărie.
- rusofobie - Ură față de ruși.

### S
- satanofobie - vezi Demonofobie.
- scatofobie - Repulsie față de excremente; coprofobie.
- scotofobie - Teamă patologică de întuneric.
- sifilifobie - vezi Sifilofobie.
- sifilofobie - Teamă patologică de infecție sifilitică; sifilifobie.
- sinofobie - Ură, dușmănie, repulsie față de cultura și civilizația Chinei, față de poporul chinez.
- sitiofobie - vezi Sitofobie.
- sitofobie - Stare patologică constând în frica de mâncare, caracteristică unor boli psihice.
- slavofobie - Fobie față de ceea ce este slav.
- sociofobie - Antipatie anormală pentru viața în societate și pentru orice formă de relații sociale, manifestată prin tendința de a se izola, de a evita relațiile sociale.
- sonofobie - Fobie față de zgomote.
- stasofobie - Teamă morbidă de a se menține în picioare.

### T
- tafofobie - Teamă patologică de a fi îngropat de viu.
- talasofobie - Teamă patologică de mare și de valuri; fobie a mării.
- tanatofobie - Teamă patologică de moarte.
- taurofobie - Teamă patologică de tauri.
- tehnofobie - Teamă patologică de tehnică.
- teratofobie - Teamă patologică de monștri.
- termofobie - Teamă patologică de căldură.
- tocofobie - Teamă patologică de naștere.
- tonitrofobie - Teamă patologică de tunete.
- topofobie - Teamă patologică de anumite locuri (păduri, piețe etc.), care apare în anumite stări astenice.
- toxicofobie - vezi Toxofobie.
- toxofobie - Teamă patologică de otrăvuri, de otrăvire; toxicofobie.
- tricofobie - Teamă patologică de păr.
- tripanofobie - Teamă patologică de injecții, ace.
- tripofobia -Teama de găuri
- turcofobie - Ură față de turci și față de tot ce este de origine turcească.

### U
- urofobie - Teamă patologică de a nu fi surprins de nevoia urinării.

### V
- vaccinofobie - Teamă morbidă de vaccin.
- vertigofobie - Teamă patologică de vertij, de amețeală.

### X
- xenofobie - 1. Ură, aversiune față de străini și față de tot ceea ce este străin. 2. Fenomen de patologie socială care se manifestă prin teamă și ostilitate față de tot ceea ce este străin

### Z
- zoofob - 1. (Despre persoane) Care suferă de zoofobie. 2. (Despre plante) Care prezintă unele adaptări (ghimpi, spini etc.) de apărare împotriva animalelor erbivore.
- zoofobie - Teamă morbidă de unele animale.